# 吉力馬札羅山戰役
吉力馬札羅山戰役發生於1914年11月3日的德屬東非朗吉多，是第一次世界大戰東非戰場初期的前哨戰。

## 背景
英軍的征服行動計畫係採雙管入侵德屬東非，包括進攻坦噶港城以及攻擊吉力馬札羅山上的朗吉多定居點，此計畫係由亞瑟·艾特肯少將主持之蒙巴薩軍官會議制定。首波最大的攻勢由印度遠征軍「B」隊向坦噶發起，部隊規模包含兩個旅共8,000人。
第二波攻勢則是進攻德軍位於吉力馬札羅山北側的朗吉多駐軍，接著再轉向南方並奪取新莫希，當地是烏桑巴拉鐵路及北部鐵路的西側終點站。根據查爾斯米勒作者所述「奪取朗吉多的目的是為了壓迫駐防於兩百英里長鉗形陣形上端的德國保護軍」。該地區是德國的主要定居點，他們還在烏桑巴拉高地的北端建立了劍麻、咖啡和其他經濟作物種植園。由於德軍許多小突擊隊已經開始伏擊英軍分遣隊並攻擊烏干達鐵路，因此摧毀英屬東非邊境上的德軍成為了英軍行動計劃的關鍵目標。米勒隨後寫道「此戰略在紙上堪稱完美」。
1914年10月底，英國印度遠征軍「C」隊在英屬東非與德屬東非邊境集結4,000人，交由J·M·史都華準將指揮。包含殖民地志願軍的旅團自稱為「東非騎乘步兵隊（East Africa Mounted Rifles）」。 有誤的情報估計當地的德軍為200人左右，然而當地有3個連隊共600名阿斯卡里，以及殖民志願軍第8步槍連的86名年輕德軍正規騎兵。

## 戰役過程
1914年11月3日晚上，1,500名英國旁遮普部隊爬上朗吉多附近的山坡，並在晨霧裡陷入德軍防禦陣地的交叉火網中。印度步兵大部反擊時表現不錯，然而英軍日間的進攻毫無進展，還傷亡慘重。

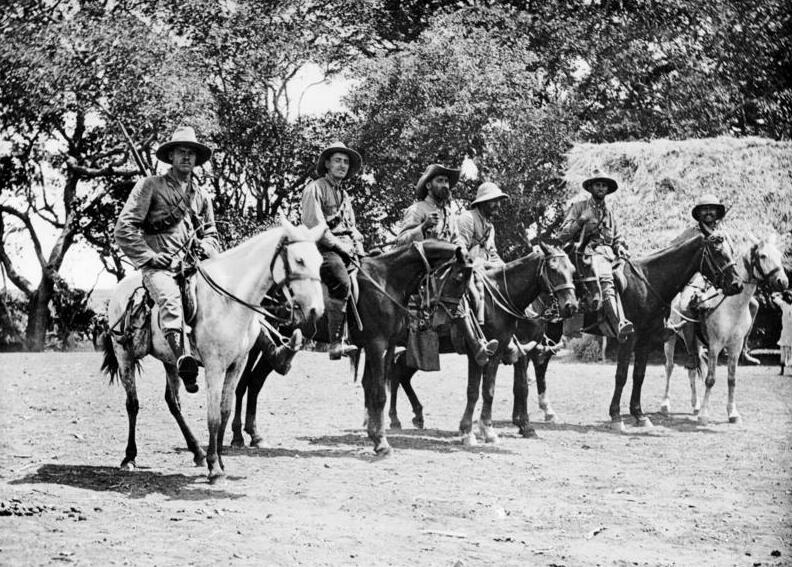
德國殖民地志願巡邏騎兵隊（1914年）

到了中午時分，第8步槍連的一支巡邏騎兵隊突襲了英軍的補給隊，約有100隻衛部隊運送飲用水的騾子慘遭德軍騎兵踐踏。有些補給隊的補給兵陷入恐慌，丟下他們背負的食物、彈藥及裝備而逃。英軍軍官和其分散過度的部隊一直等到夜幕降臨，確定他們的情勢無法維持後，才撤退下山返回英屬東非，而且一無所獲。入侵部隊遭不到其人數一半的對手擊敗，大大降低部隊參戰意願，尤其是英國殖民志願軍的士兵。

## 後續發展
英軍在北側隊朗吉多的攻擊，充其量就是為了分散德軍注意力。拜倫·法威爾回憶道「主要的行動是1914年11月2日對坦噶港的兩棲突襲」。 考量到北側的情況，阿斯卡里的連隊透過鐵路穿越至坦噶，以協助在南側的對抗。

## 註腳
1. ↑  the description of this Bundesarchiv image identifies those pictured as "planters from the Kilimanjaro region." In all probability these volunteer troopers were members of the mounted 8th Schützenkompagnie [rifle company] composed of settlers, their sons, plantation administrators, etc., from the Usambara and Kilimanjaro area of German East Africa.
2. ↑  Society, National Geographic. . National Geographic Society. 2019-09-20  [2021-05-19]. （原始内容存档于2020-09-25） （英语）.
3. ↑  Miller, Battle for the Bundu, p. 54
4. ↑  Miller, p. 55
5. ↑  Farwell, The Great War in Africa, p. 161
6. ↑  Hoyt, Guerilla, p. 55
7. ↑  . the Guardian. 2020-01-15  [2021-05-19]. （原始内容存档于2023-01-12） （英语）.
8. ↑  Hoyt, p. 56
9. ↑  Miller, p. 72
10. ↑  Farwell, p. 162
11. ↑  Farwell, p. 163
12. ↑  Miller, p. 61